# Haitianotettix tuberculatus
Haitianotettix tuberculatus är en insektsart som beskrevs av Perez-gelabert, Hierro och D. Otte 1998. Haitianotettix tuberculatus ingår i släktet Haitianotettix och familjen torngräshoppor. Inga underarter finns listade i Catalogue of Life.